# Lupita Ferrer
Lupita Ferrer (Maracaibo, Venezuela 1947. december 6. –) venezuelai színésznő, énekesnő, egykori modell. Főként telenovellákban szerepel.

## Élete
Lupita Ferrer 1945. december 6-án született Maracaibóban spanyol szülők gyermekeként. Színészként a Hamlet című darabban debütált Oféliaként. 1965-ben kapta meg első filmszerepét a Me ha gustado un hombréban. 1970-ben megkapta az Esmeralda című telenovella főszerepét. 1972-ben férjhez ment Alfredo Carrillóhoz, de házasságuk mindössze két évig tartott. 1977-ben Hall Barltett felesége lett, de ez a házasság is válással végződött.
1993-ban Ceciliát alakította a Rosangélica című telenovellában, majd 1999-ben a Rosalindában, a sorozat mexikói verziójában Valeriát, a Ceciliának megfelelő karaktert játszotta. 2008-ban ismét gonosz anyóst alakított a Bűnös szerelem című telenovellában.

## Lemezei
- 1992 – Tiemblo

 Kiadás: 06/11/1992 
1. Tiemblo
2. No me platiques ya
3. Piensa en mi
4. Mucho corazon
5. Contigo aprendi
6. Adoro
7. Mi vida eres tu
8. Nosotros / Tu me acostumbraste / Sabor a mi

## Filmográfia

### Telenovellák, tv-sorozatok
| Év   | Eredeti cím                                  | Cím                | Szerep                             | Magyar hang             |
| ---- | -------------------------------------------- | ------------------ | ---------------------------------- | ----------------------- |
| 1967 | Donde no Ilega el sol (Televíziós debütálás) |                    |                                    |                         |
| 1967 | Rebelde                                      |                    |                                    |                         |
| 1969 | Tú eres mi destino                           |                    |                                    |                         |
| 1969 | La frontera de cristal                       |                    |                                    |                         |
| 1970 | Esmeralda                                    |                    | Esmeralda Rivera                   |                         |
| 1972 | María Teresa                                 |                    | María Teresa Montiel               |                         |
| 1973 | Enamorada                                    |                    |                                    |                         |
| 1973 | María Soledad                                |                    | María Soledad                      |                         |
| 1974 | Gabriela                                     |                    | Gabriela                           |                         |
| 1974 | De la misma sangre                           |                    |                                    |                         |
| 1974 | La Guaricha                                  |                    |                                    |                         |
| 1974 | Mi hermana gemela                            |                    |                                    |                         |
| 1975 | Mariana de la noche                          |                    |                                    |                         |
| 1976 | La Zulianita                                 |                    |                                    |                         |
| 1979 | Julia                                        |                    | Julia                              |                         |
| 1981 | Ligia Sandoval                               |                    | Ligia Sandoval                     |                         |
| 1984 | Los años felices                             |                    | Marcela                            |                         |
| 1985 | Cristal                                      |                    | Victoria Ascanio                   |                         |
| 1985 | Doña Perfecta                                |                    | Perfecta                           |                         |
| 1988 | Amándote                                     |                    | Lisette Mistral                    |                         |
| 1988 | Amándote II.                                 |                    | Lisette                            |                         |
| 1992 | Las dos Dianas                               |                    | Catalina                           |                         |
| 1993 | Rosangélica                                  | Rosangélica        | Cecilia Gel de la Rosa             | Firtos Edit             |
| 1993 | Truhanes                                     |                    |                                    |                         |
| 1995 | Morelia                                      |                    | Ofelia Santibanez Campos Miranda   |                         |
| 1996 | Nada personal                                |                    | María Dolores de los Reyes         |                         |
| 1997 | Destino de Mujer                             |                    | Aurora                             |                         |
| 1999 | Rosalinda                                    | Rosalinda          | Valeria del Castillo de Altamirano | Orosz Helga             |
| 2001 | Soledad                                      | Soledad            | Victoria Álvarez Calderón          | Firtos Edit             |
| 2003 | Amor Descarado                               | Elbűvölő szerelem  | Morgana Atal                       | Farkasinszky Edit       |
| 2004 | Inocente de Tí                               | A liliomlány       | Gabriela Smith                     | Orosz Anna / Vándor Éva |
| 2006 | Ugly Betty                                   | Ki ez a lány?      | Rich Latina                        |                         |
| 2007 | Pecados Ajenos                               | Bűnös szerelem     | Ágata Mercenario                   | Szórádi Erika           |
| 2010 | Eva Luna                                     | Eva Luna           | Justa Valdéz                       | Szórádi Erika           |
| 2012 | Rosa Diamante                                |                    | Rosaura Andere de Sotomayor        |                         |
| 2015 | Voltea pa’ que te enamores                   |                    | Doña Elena Salas                   |                         |
| 2017 | La fan                                       | La fan – A rajongó | Silvia                             | Menszátor Magdolna      |
| 2017 | Milagros de Navidad                          |                    | María Collins                      |                         |
| 2022 | Amores que engañan                           |                    | Mamá Diana                         |                         |

### Filmek
| Év   | Eredeti cím                                  | Cím                         | Szerep           | Magyar hang |
| ---- | -------------------------------------------- | --------------------------- | ---------------- | ----------- |
| 1965 | Me ha gustado un hombre                      |                             |                  |             |
| 1968 | La cama                                      |                             |                  |             |
| 1969 | Lío de faldas                                |                             |                  |             |
| 1969 | Duelo en El Dorado                           |                             |                  |             |
| 1969 | Un Quijote sin mancha                        |                             | Angélica         |             |
| 1970 | El manantial del amor                        |                             |                  |             |
| 1970 | El oficio más antiguo del mundo              |                             | Estela           |             |
| 1970 | Las chicas malas del padre Méndez            |                             |                  |             |
| 1970 | El cínico                                    |                             | Roberta Uribe    |             |
| 1970 | La vida inútil de Pito Pérez                 |                             |                  |             |
| 1971 | Los corrompidos                              |                             |                  |             |
| 1971 | OK Cleopatra                                 |                             |                  |             |
| 1972 | Una mujer honesta                            |                             |                  |             |
| 1978 | The Children of Sanchez                      | Sanchez gyermekei           | Consuelo Sánchez | Gubás Gabi  |
| 1983 | Balboa                                       | Balboa: Gazdagok játszótere | Rita Carlo       |             |
| 1996 | Tú asesina, que nosotras limpiamos la sangre |                             | Marie Clement    |             |
| 2015 | Ana Maria in Novela Land                     |                             | Sra. De La Roca  |             |
| 2015 | Medardo                                      |                             | Doña Rosa        |             |
| 2017 | Donaire y Esplendor                          |                             | Massiel          |             |

## Fordítás
- Ez a szócikk részben vagy egészben  a   Lupita Ferrer című spanyol Wikipédia-szócikk fordításán alapul.  Az eredeti cikk szerkesztőit annak laptörténete sorolja fel. Ez a jelzés csupán a megfogalmazás eredetét és a szerzői jogokat jelzi, nem szolgál a cikkben szereplő információk forrásmegjelöléseként.